# تهمينا دولتانا
تهمينا دولتانا (بالأردوية: تہمینہ دولتانہ)‏، سياسية باكستانية، كانت عضوة في الجمعية الوطنية الباكستانية.

## حياتها السياسية
انتُخبت في الجمعية الوطنية الباكستانية لأول مرة في عام 1993، عن الرابطة الإسلامية الباكستانية (ن). وأعيد انتخابها في الجمعية الوطنية في عام 1997، وأصبحت وزيرة تنمية المرأة والرعاية الاجتماعية والتعليم الخاص.
وخسرت في الانتخابات العامة الباكستانية عام 2002، ثم انتُخبت في الجمعية الوطنية في عام 2008. وأصبحت وزيرة لتنمية المرأة للمرة الثانية، ووزيرة الثقافة، ووزيرة العلوم والتكنولوجيا.
خسرت في الانتخابات العامة الباكستانية لعام 2013، لكنها عُينت في الجمعية الوطنية في المقاعد المحجوزة للنساء من البنجاب.